# アメリカン・イーグル (エアラインブランド)
アメリカン・イーグル（American Eagle）は、アメリカン航空の航空ブランド。小型、中型の旅客機で地方空港の旅客輸送を担当している。この運航はアメリカン航空傘下の航空会社とグループ外の航空会社によって行われている。

## 運航航空会社
- エンヴォイ・エア（グループ会社）
- ピードモント航空（英語版）（グループ会社）
- PSA航空（グループ会社）
- メサ航空
- リパブリック航空
- スカイウェスト航空